# Siren (Wisconsin)
Pour les articles homonymes, voir Siren.
Siren est un village situé dans l'État américain du Wisconsin. Il fait l'objet du siège du comté de Burnett et sa population était de 806 au recensement de 2010. Le village est entouré par la ville de Siren.

## Étymologie
Le village est nomme d'après la ville du même nom, Syren. Cette dernière a elle-même été nommée par son fondateur Charles P. Segerstrom, (qui était suédois) d’après le lilas qui poussait près de chez lui (l'actuelle maison de la poste), d’où son nom originel de Syren. Celui-ci évoluera ensuite en Siren.